# 大気圏外
大気圏外（たいきけんがい）は、天体等の大気圏より外の高い真空の空間（たとえば地球の場合、高度約 250 km で、「超高真空」と定義されている圧力になる）ないし宇宙空間のことである。
明確な区切りがあるわけではない。たとえば地球の大気圏の高度による分類と、現行の宇宙開発における「宇宙」の定義とをてらし合わせると、熱圏の上層部は高度 800 km まで広がっているが、人工衛星などの低軌道の下半分はそこに含まれてしまう。よく知られた宇宙の定義は「高度 100 km から上」である。また、いわゆる大気圏(再)突入の「大気圏」は、おおむね 100 km のあたりに境がある（空気抵抗の影響があらわれ始めるのが 120 km ぐらいであり、いわゆる「ブラックアウト」が起きるのが中間圏に入る 80 km ぐらいである）。